# Vistarama
Vistarama war ein anamorphotisches Verfahren hauptsächlich für 35-mm-Breitwandfilme und stand in Konkurrenz zu vergleichbaren Systemen, wie insbesondere CinemaScope.

## Geschichte
Der abzusehende große Erfolg der 20th Century Fox mit ihrem anamorphotische System CinemaScope ab Anfang der 1950er-Jahre führte zu Aktivitäten anderer Firmen, ebenfalls anamorphotische Systeme unter eigenen Marken zu entwickeln. Vor diesem Hintergrund gründete der Filmproduzent Carl Dudley das Unternehmen Vistarama Incorporated, um ab 1953 ein eigenes anamorphotisches Verfahren für 16-mm- und 35-mm-Filme anzubieten. Die Anamorphoten für Kameras und Projektoren stammten von der Simpson Optical Manufacturing Company. Da der anamorphotische Faktor mit 2,0 identisch mit dem von CinemaScope war und zu demselben Bildseitenverhältnis von 2,55:1 (später 2,35:1) führte, war im Kino keine eigene Vorführtechnik nötig.
Als Warner Bros. im Dezember 1952 das Rennen um die Rechte der anamorphotischen Optik von Henri Chrétien gegen 20th Century Fox verlor, versuchte Jack Warner unter der Bezeichnung "WarnerSuperScope" mit der Technik von der deutschen Zeiss ein kompatibles System zu entwickeln. Da Zeiss mit der Entwicklung im Rückstand war, setzte Warner vorübergehend Vistarama ein. Als die bestellte Zeiss-Optik eintraf, war das Resultat für Warner nicht zufriedenstellend und er gab die Idee eines eigenen Systems auf. Er übernahm nun doch CinamaScope in Lizenz von der 20th Century Fox und konnte dadurch auch seine zwei bereits mit Vistarama gedrehten Filme unter der Marke CinemaScope verleihen.

## Filme in Vistarama
- 1954: Die siebente Nacht (The Command)
- 1954: Das blonde Glück (Lucky Me)
- 1955: Canzoni di tutta Italia
- 1956: Todespfeil am Mississippi (Frontier Woman)
- 1957: Ho amato una diva
- 1957: La grande caccia